# Синхронность (Секретные материалы)
«Синхронность» (англ. «Synchrony») — 19-й эпизод 4-го сезона сериала
«Секретные материалы». Премьера
состоялась 13 апреля 1997 года на телеканале FOX.
Эпизод принадлежит к типу «монстр недели» и никак не связан с основной
«мифологией сериала», заданной в
первой серии.
Режиссёр — Джеймс Чарльстон, автор сценария — Говард Гордон, приглашённые звёзды — Джид Рис, Джозеф Фукуа,
Сьюзан Ли Хоффман.
В США серия получила рейтинг домохозяйств Нильсена, равный 11,3, который означает, что в день
выхода серию посмотрели 18,09 миллиона человек.
Главные герои серии — Фокс Малдер (Дэвид Духовны) и Дана Скалли (Джиллиан Андерсон), агенты ФБР, расследующие сложно поддающиеся научному
объяснению преступления, называемые Секретными материалами.

## Сюжет
В данном эпизоде Малдер и Скалли расследуют гибель человека под колесами автобуса. По обвинению был задержан его коллега — учёный-криобиолог Николс, который, как показалось водителю, толкнул своего друга под колёса, но Николс утверждает, что его друга Менанда предупредил о скорой гибели некий старик, и Николс, по его словам, пытался спасти друга. Ещё более запутанным дело становится, когда находят труп полицейского, задержавшего этого старика. Полицейский был заморожен веществом, которое ещё не было изобретено.